# Electrodoméstico

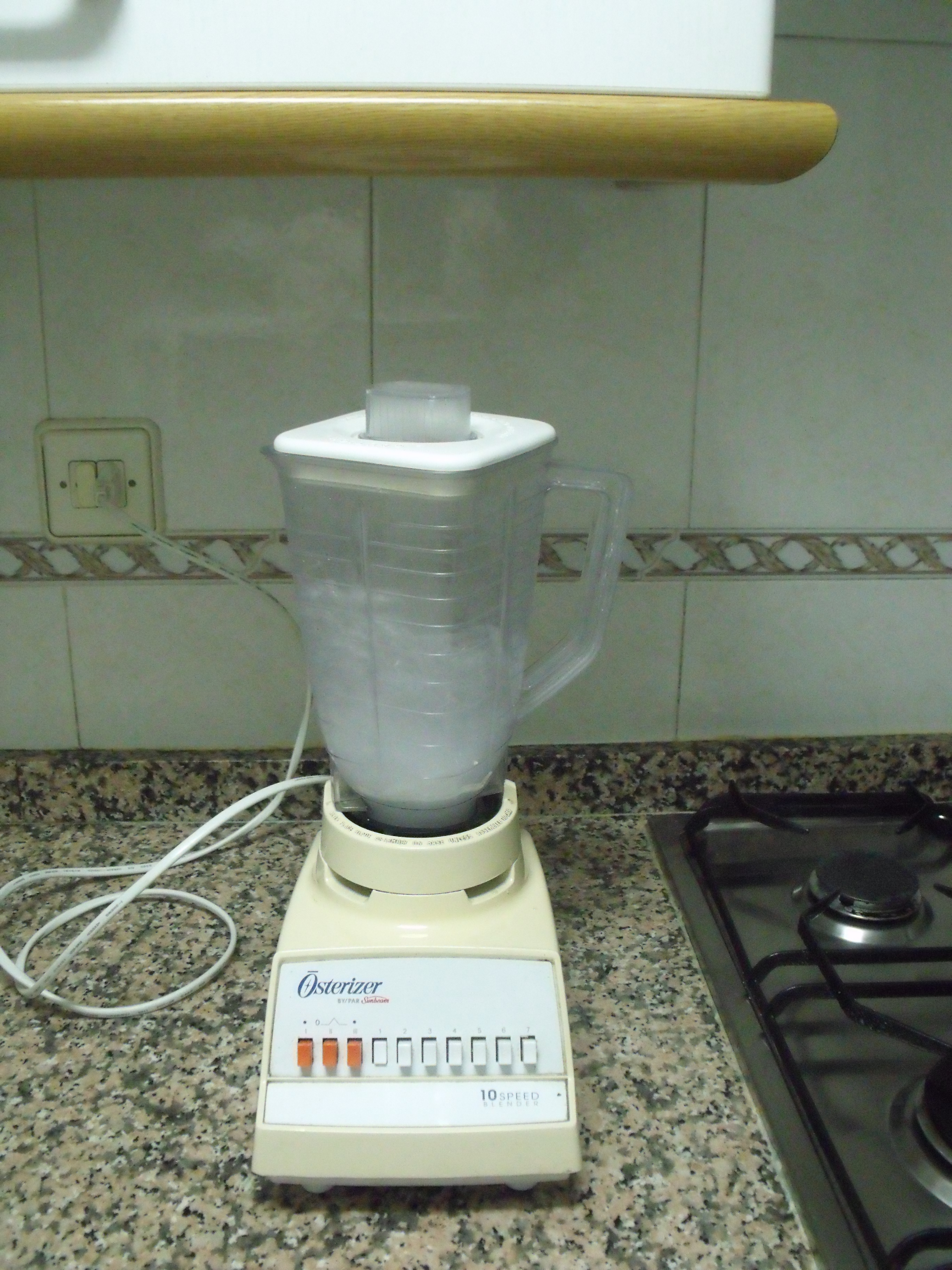
Licuadora, electrodoméstico perteneciente a la línea blanca.

Un electrodoméstico es un dispositivo que puede ser mecánico, eléctrico y electrónico. Se utiliza para diversas tareas del hogar. También se consideran como electrodomésticos los dispositivos para comunicación y entretenimiento como televisores y equipos de sonido.

## Línea marrón

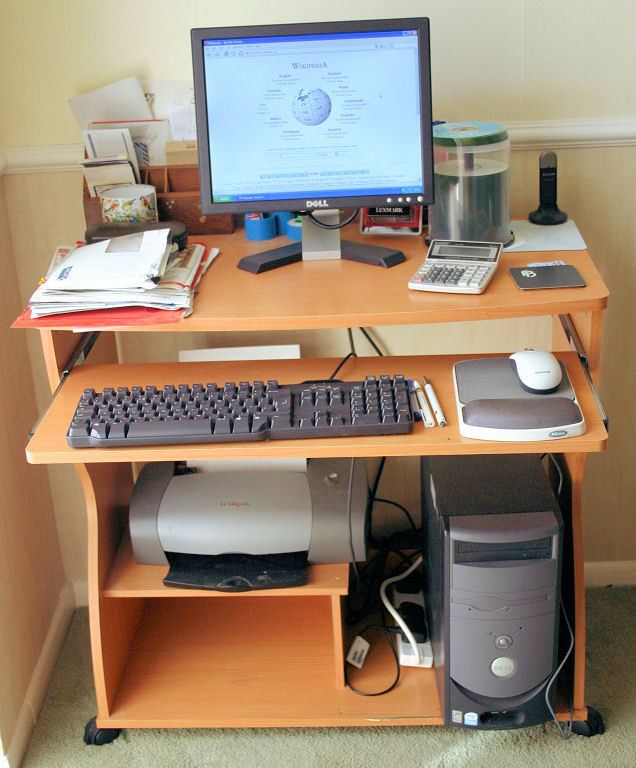
Una computadora personal de escritorio mostrando la Wikipedia con una impresora conectada

El término línea marrón hace referencia al conjunto de electrodomésticos de video y audio. Este tipo de electrodoméstico se distribuye en un 44 % del total del mercado en comercios afiliados. El comportamiento de compra sigue las líneas del sector en general, seguido por grandes superficies (27 %) e hipermercados (22 %). 
Esta categoría incluye:
- Televisor/televisión
- Monitores
- Radios
- Reproductores de música
- Reproductor de audio portátil
- Cámaras de foto y video
- Auriculares
- Mandos inalámbricos
- Equipos musicales y parlantes
- Videoconsola

## Línea blanca

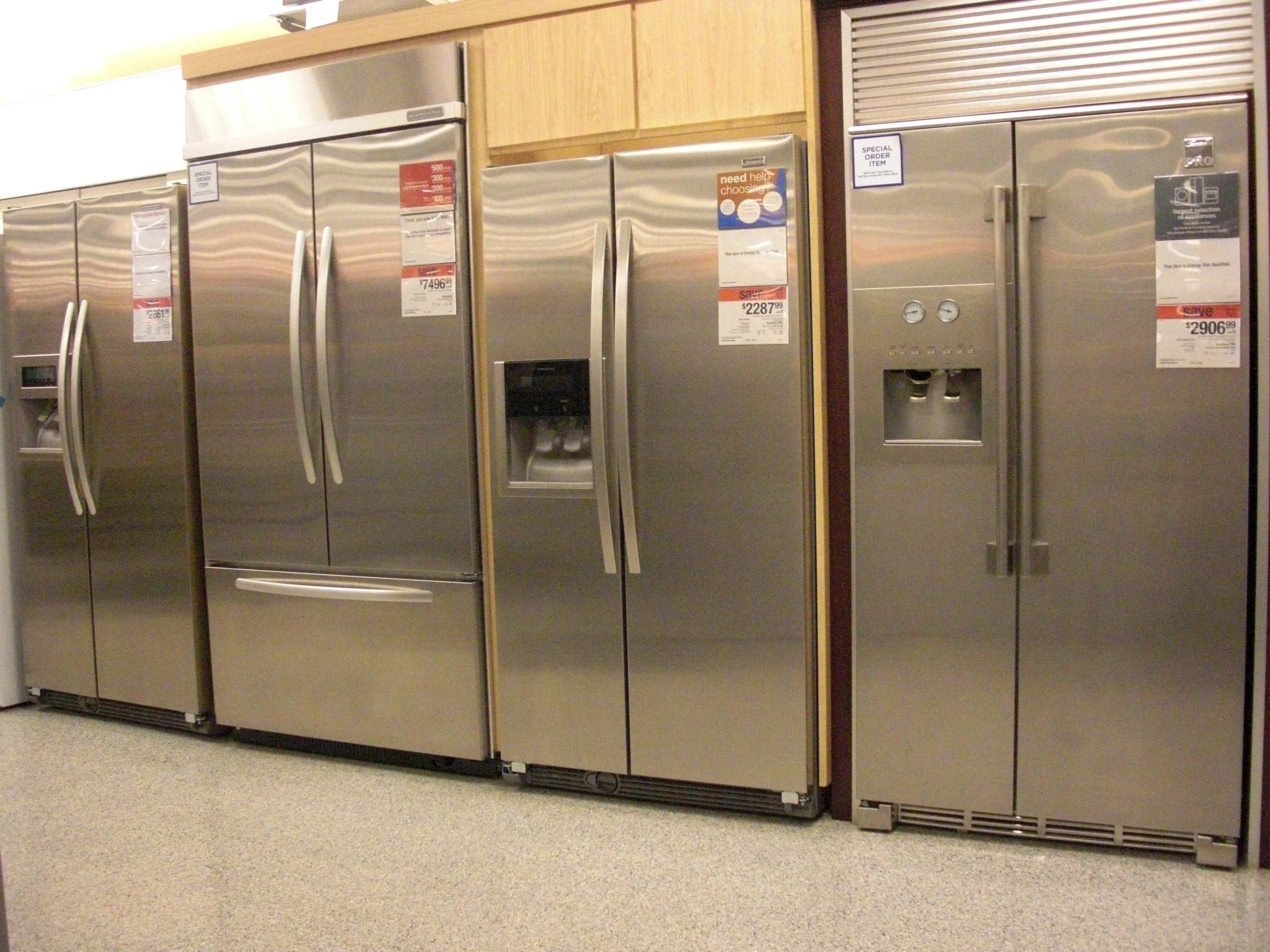
Refrigerador, ejemplo de electrodoméstico perteneciente a la línea blanca

La línea blanca se refiere a los principales electrodomésticos vinculados a la cocina y limpieza del hogar. En el comercio afiliado es donde más electrodomésticos son adquiridos con un 48 % sobre el total del mercado, seguido de las grandes superficies los especializados con un apoyo de son las 25 % sobre el total. Incluye:
- cocina
- horno tostador/eléctrico/microondas
- lavadora/lavarropas
- lavaplatos/lavavajillas
- refrigerador/nevera/heladera y congelador
- campana extractora
- secadora/secarropas
- termo eléctrico de agua caliente/termotanque/bóiler
- calefactor
- aire acondicionado
- deshumidificador

Los grandes electrodomésticos pueden ser divididos, en grandes rasgos, en equipos de refrigeración, climatización, equipamiento de lavado y mixtos.

### Pequeños electrodomésticos (PAE)
Este grupo consiste en la gran mayoría de aparatos que están en un hogar hoy en día.
Esta se divide en 3 categorías:

#### Mantenimiento del hogar
- Plancha
- Aspiradora
- Ventilador
- Pulidora

#### Preparación de alimentos
- Tostadora
- Licuadora
- Batidora
- Cafetera
- Molinillo de café
- Freidora
- Sandwichera
- Báscula eléctrica
- Freidora eléctrica
- Yogurtera
- Máquina panificadora
- Robot de cocina
- Multiolla
- Exprimidor

#### Higiene, belleza y salud
- Vibrador
- Depiladora
- Cepillo de dientes eléctrico
- Tenazas
- Secador de pelo
- Alisadora de pelo
- Manta eléctrica
- Afeitadora

## Etiqueta energética
El ámbito de aplicación de la etiqueta energética es europeo y constituye una herramienta informativa al servicio de los compradores de aparatos consumidores de electricidad. Permite al consumidor conocer de forma rápida la eficiencia energética de un electrodoméstico. Tiene que exhibirse obligatoriamente en cada electrodoméstico puesto a la venta. Los tipos de electrodomésticos que tienen obligación de etiquetarse energéticamente son:
- refrigeradores y congeladores
- lavavajillas
- lavadoras
- secadoras
- lavadoras-secadoras
- fuentes de luz domésticas
- hornos eléctricos
- aire acondicionado

Con la Directiva 2010/30/UE, en junio de 2010 la Unión Europea creó un La escala de clasificación está compuesta por letras, además de las tres clases adicionales de eficiencia energética superior: A+, A++ y A+++.

## Conexión en red de electrodomésticos
Existe una tendencia a conectar en red los electrodomésticos y combinar sus controles y funciones clave. Por ejemplo, la distribución de energía podría gestionarse de forma más uniforme, de modo que cuando una lavadora esté encendida, un horno pueda pasar a un modo de arranque retardado, o viceversa. O una lavadora y una secadora de ropa podrían compartir información sobre las características de la carga (suave/normal, ligera/llena) y sincronizar sus tiempos de finalización para que la colada húmeda no tenga que esperar antes de meterse en la secadora.
Además, algunos fabricantes de electrodomésticos están empezando rápidamente a colocar hardware que permite la conectividad a Internet en los electrodomésticos para permitir el control remoto, la automatización, la comunicación con otros electrodomésticos y más funcionalidades que permiten la cocina conectada. Los electrodomésticos conectados a Internet fueron especialmente frecuentes durante los recientes eventos del Consumer Electronics Show.

## Reglamentación
- Siguiendo la Directiva de la Unión Europea 92/75/CEE del Consejo de 22 de Septiembre de 1992, la mayoría de los electrodomésticos, incluyendo bombillas eléctricas deben tener una etiqueta energética.
- La Ley Nacional de Conservación de Energía de Electrodomésticos de 1987 (NAECA; es una ley del Congreso de los Estados Unidos que regula el consumo de energía de ciertos electrodomésticos.
- Según el Reglamento (UE) 2017/1369 del Parlamento Europeo y del Consejo del 4 de julio de 2017, para una mejor orientación del consumidor en su compra de productos electrónicos, la comisión ha decidido eliminar la categoría de energía A+++ Clases A++ y A+. manteniendo las clases de la A a la G. Para 2021.[8]

## Desarrollo histórico de los electrodomésticos
El desarrollo de los electrodomésticos que se utilizan hoy en día va de la mano del desarrollo del suministro de energía eléctrica. Sin embargo, las primeras centrales hidroeléctricas con sus redes eléctricas, construidas a finales del siglo XIX y XX, solo eran suficientes para operar lámparas de arco e incandescentes. El precio de la electricidad a pagar era significativo y excedía significativamente el salario por hora de un trabajador calificado por kilovatio hora.
Sólo después de la Primera Guerra Mundial la situación cambió con la construcción de las primeras grandes centrales eléctricas de vapor. Al mismo tiempo se amplió la red de alto voltaje, con la que la energía térmica convertida podía transmitirse a largas distancias. En el hogar, este desarrollo supuso la masificación del uso de la plancha eléctrica, el primer electrodoméstico junto a la máquina de coser eléctrica. Su exitoso lanzamiento al mercado en el siglo XIX inició la industrialización de los hogares privados.
Unos 15 años después, el uso de la radio se propagó entre los nacionalsocialistas. Con el llamado Receptor del Pueblo, los que estaban en el poder adquirieron un instrumento excepcionalmente popular para difundir su propaganda. El intento de introducir el frigorífico eléctrico en aquel momento fracasó debido a los costes de compra de este dispositivo.
Después de la Segunda Guerra Mundial, la reforma monetaria y el milagro económico, las centrales eléctricas y las redes eléctricas se volvieron cada vez más eficientes mientras que los precios de la electricidad bajaban al mismo tiempo. Al mismo tiempo, entran en el mercado otros electrodomésticos. La cocina eléctrica, la lavadora eléctrica, el lavavajillas, la aspiradora, el televisor y muchos otros dispositivos electrónicos de consumo se están imponiendo en los hogares privados. Diez años más tarde se añadió la cafetera eléctrica y el congelador, y al cabo de otros 15 años el horno microondas. Todos estos dispositivos fueron inventados, algunos de ellos décadas antes de que se comercializaran ampliamente; Su éxito en el mercado en el momento de la invención se vio obstaculizado repetidamente por la falta de acceso a electricidad barata.
En Estados Unidos, durante la década de 1980, la industria exportaba bienes por valor de 1.500 millones de dólares cada año y empleaba a más de 14.000 trabajadores, con unos ingresos que se duplicaron entre 1982 y 1990 hasta alcanzar los 3.300 millones de dólares. A lo largo de este período, las empresas se fusionaron y adquirieron entre sí para reducir los costes de investigación y producción y eliminar a los competidores, lo que dio lugar a una legislación antimonopolio.
El Departamento de Energía de los Estados Unidos revisa el cumplimiento de la Ley Nacional de Conservación de Energía de Electrodomésticos de 1987, que exigía a los fabricantes reducir el consumo de energía de los electrodomésticos en un 25% cada cinco años.
En la década de 1990, la industria de los electrodomésticos en Estados Unidos estaba muy consolidada, y más del 90% de los productos se vendían en manos de tan solo cinco empresas. Por ejemplo, en 1991, la cuota de mercado de fabricación de lavavajillas se repartía entre General Electric, con un 40% de la cuota de mercado, Whirlpool, con un 31%, Electrolux, con un 20%, Maytag, con un 7%, y Thermador, con tan solo un 2%.
Hoy en día existe la tendencia hacia los “electrodomésticos conectados en red”, principalmente a través de soluciones de línea eléctrica. Siemens desarrolla save@Home, Miele tiene productos Miele@home y en Suiza puede encontrar ZUG-Home de V-Zug AG. El objetivo en cada caso es aumentar el valor añadido al utilizar el dispositivo y crear nuevas opciones de control (remoto).
Los electrodomésticos como frigoríficos, aspiradoras y lavavajillas permitieron ahorrar mucho tiempo: en Estados Unidos, por ejemplo, en 1900 sólo lavar, cocinar y limpiar requerían casi 60 horas semanales por hogar, cuatro veces más que hoy.[4][cita requerida]

## Reciclaje

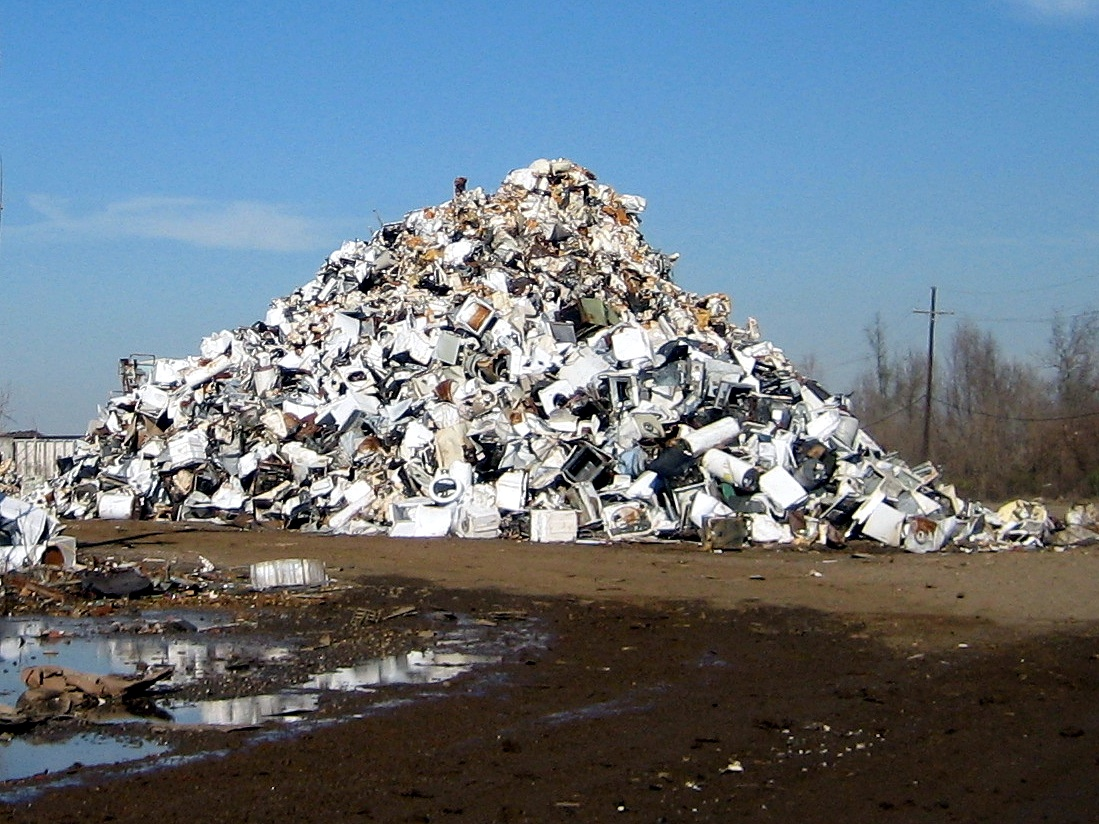
Montones de electrodomésticos destrozados con algunos automóviles destrozados mezclados, esperando a ser desechados en Nueva Orleans, Luisiana, Estados Unidos, después del huracán Katrina.

El reciclaje de electrodomésticos consiste en desmontar los electrodomésticos usados y desechar sus piezas para su reutilización. Los principales tipos de electrodomésticos que se reciclan son televisores, refrigeradores, aires acondicionados, lavadoras y computadoras. Implica el desmontaje, la eliminación de componentes peligrosos y la destrucción del equipo para recuperar materiales, generalmente mediante trituración, clasificación y separación.
El gigantesco vertedero de productos electrónicos de Agbogbloshie, en las afueras de Acra (Ghana), fue clasificado entre los 10 lugares más contaminados del mundo por la Cruz Verde Internacional, en un informe elaborado en 2013. Cuarenta mil personas están expuestas al plomo, al mercurio y contaminación por cadmio. Estos residuos electrónicos llegan ilegalmente, pero tolerados, desde Europa y Estados Unidos, para evitar el reciclaje o el reprocesamiento de dispositivos en su territorio, a menudo considerados demasiado costosos. El objetivo de este vertedero en Ghana es recuperar cobre, a menudo realizado por niños, para revenderlo en el extranjero.

## Obsolescencia y reparación
En Francia, un estudio realizado por la asociación Halte à l'obsolescence programmée (HOP) (Stop a la obsolescencia programada), que abarca un panel de 900 usuarios, muestra que la duración media de uso de sus lavadoras ha pasado de diez años para los dispositivos sustituidos en 2010 a siete años para los dispositivos sustituidos en 2018.
La autorreparación de electrodomésticos por parte de los usuarios mediante servicios de asesoramiento o soporte online (tutoriales, chatbot, fichas de autodiagnóstico, etc.); reparación asistida por videoconferencia en el smartphone del usuario; la compra de repuestos en tiendas o en sitios web especializados o en línea, en talleres de reparación o en talleres solidarios, por o con la ayuda de técnicos especializados o personas competentes, ha experimentado un crecimiento real en Francia desde finales de los años 2010.  Según un estudio de Ipsos-Sopra Steria realizado para el sitio eBay publicado en 2023, seis de cada diez franceses (63%) afirman que intentan reparar ellos mismos los aparatos eléctricos cuando se estropean.
Independientemente de si es fácil o no de reparar, muchas empresas ofrecen servicios de autorreparación o reparación.  Las grandes marcas de distribución de electrodomésticos, algunas de las cuales ya eran conocidas por sus servicios de reparación, también han comenzado a ofrecer servicios de autorreparación a sus clientes para animarles a reparar sus electrodomésticos averiados una vez finalizado el periodo de garantía.
En 2022, el gobierno francés lanzó el sitio web "Longue vie aux objets" (“Larga vida a los objetos”), que permite a particulares y empresas identificar profesionales cercanos para compartirlos, comprarlos de segunda mano, repararlos, donarlos, revenderlos, etc. sus objetos de todo tipo.
El mercado de reparación de electrodomésticos atrae inversores,  pero a principios de la década de 2020 sufre una escasez de técnicos de reparación. 